# Tušev Dol
Tušev Dol este o localitate din comuna Črnomelj, Slovenia, cu o populație de 70 de locuitori.